# Communauté de communes de Cadouin
Pour les articles homonymes, voir Cadouin (homonymie).
La communauté de communes de Cadouin est une ancienne communauté de communes française, située dans le département de la Dordogne, en région Aquitaine.
Son nom fait référence à l'ancienne commune de Cadouin.
Elle faisait partie du Pays du Grand Bergeracois.

## Histoire
Le 1er janvier 2002, la communauté de communes de Cadouin remplace le district de Cadouin qui avait été créé le 27 décembre 1993.
Le 23 décembre 2002, son territoire s'agrandit avec l'adhésion de la commune de Limeuil mais cette dernière, après une décision du conseil municipal, quitte l'intercommunalité le 1er juin 2010 pour adhérer à la communauté de communes du Terroir de la truffe.
Au 1er janvier 2013, la communauté de communes de Cadouin est dissoute et ses membres font désormais partie de la communauté de communes des Bastides Dordogne-Périgord nouvellement créée.

## Composition
Elle regroupait sept des huit communes du canton du Buisson-de-Cadouin (seule Molières en était absente) :
1. Alles-sur-Dordogne
2. Badefols-sur-Dordogne
3. Bouillac
4. Le Buisson-de-Cadouin
5. Calès
6. Pontours
7. Urval

## Administration
| Période                                  | Période       | Identité       | Étiquette | Qualité                    |
| ---------------------------------------- | ------------- | -------------- | --------- | -------------------------- |
| janvier 2002                             | décembre 2012 | Johannès Huard | SE        | Maire d'Alles-sur-Dordogne |
| Les données manquantes sont à compléter. |               |                |           |                            |

## Compétences
- Action sociale
- Assainissement collectif
- Collecte des déchets
- Constitution de réserves foncières
- Établissements scolaires
- Programme local de l'habitat
- Tourisme
- Voirie
- Zones d'activités industrielle, commerciale, tertiaire, artisanale ou touristique
- Zones d'aménagement concerté (ZAC)

### Sources
- Le SPLAF (Site sur la Population et les Limites Administratives de la France)
- La base ASPIC de la Dordogne - (Accès des Services Publics aux Informations sur les Collectivités)